# Przydworcowe (Białystok)
Przydworcowe – osiedle w Białymstoku.

## Granice osiedla
Od torów kolejowych ulicą św. Rocha do ul. Krakowskiej, ul. Krakowską do Sosnowej, ul. Sosnową, Grunwaldzką do Kijowskiej, Kijowską do Młynowej, ul. Młynową do Cieszyńskiej, ul. Cieszyńską do Kaczorowskiego, ul. Kaczorowskiego do ul. M. Kopernika, ulicą M. Kopernika do nowego tunelu, wzdłuż torów kolejowych do ul. św. Rocha.

## Ulice i place znajdujące się w granicach osiedla
Bażantarska, Bliska, Bohaterów Monte Cassino, Brukowa, Chełmska, Ciechanowska, Cieszyńska – nieparzyste, Czarna, Gen. Józefa Bema – parzyste 2-58, nieparzyste 1-61/1, Grunwaldzka – parzyste, nieparzyste 5-75, Jasna, Kaliska, Kardynała Stefana Wyszyńskiego, Kielecka, Kijowska – nieparzyste, Kochanowskiego Jana, Kopernika Mikołaja – parzyste, Krakowska – parzyste, Krótka, Kurpiowska, Lubelska, Łomżyńska, Łukowska, Marmurowa, Mławska, Młynowa-parzyste 40-86, nieparzyste 19-69/1, Mohylowska, Opatowska, Ostrowiecka, Pokorna, Prezydenta Ryszarda Kaczorowskiego – parzyste, Przechodnia, Przytorowa, Równoległa, Sosnowa, Stołeczna, Sukienna, Szczuczyńska, św. Rocha – nieparzyste, Toruńska, Warecka, Witebska, Żółta.

## Obiekty i tereny zielone
- Urząd Marszałkowski Województwa Podlaskiego
- Podlaski Urząd Skarbowy w Białymstoku
- Zakład Ubezpieczeń Społecznych
- Wodociągi Białostockie
- I Liceum Ogólnokształcące im. Adama Mickiewicza
- Szkoła Podstawowa nr 2
- Zespół Szkół Metalowo-Drzewnych im. gen. W. Andersa
- Sanktuarium bł. Bolesławy Lament, ul. Stołeczna 5

- dworzec PKS
- Centrum Handlowe Park
- Dom Handlowy Koral